# Dominic Matteo
Dominic Matteo (ur. 4 kwietnia 1978 roku w Dumfries) – szkocki piłkarz występujący na pozycji obrońcy.

## Kariera klubowa
Dominic Matteo zawodową karierę rozpoczynał w 1992 roku w Liverpoolu, barwy którego do 2000 roku. Dla "The Reds" rozegrał w Premier League 121 meczów i zdobył jedną bramkę. W 1995 roku Matteo został wypożyczony do Sunderlandu, ale dla "Czarnych Kotów" zagrał tylko jedno spotkanie.
Gra Matteo bardzo podobała się ówczesnemu szkoleniowcowi Leeds United – Davidowi O’Leary’emu i w sierpniu 2000 roku Szkot podpisał kontrakt z klubem z Elland Road. W barwach "The Peacocks" zadebiutował już w następnym miesiącu w meczu Ligi Mistrzów przeciwko Milanowi. "Dom" był jednym z najlepszych piłkarzy Leeds w rozgrywkach "Champions League", w których "The Whites" dotarli do półfinału. Podczas fazy grupowej tamtej edycji Champions League strzelił gola Milanowi na San Siro, który, jak się później okazało, zapewnił podopiecznym O’Leary’ego awans do kolejnej rundy. Po odejściu Rio Ferdinanda do Manchesteru United Matteo przejął po nim opaskę kapitańską Leeds. Gdy w 2002 roku ekipa z hrabstwa Yorkshire spadła do The Championship, Matteo zdecydował się pozostać na Elland Road.
Jednak gdy w 2004 roku Leeds zaprzepaściło szansę na powrót do najwyższej klasy rozgrywek w Anglii, przegrywając decydujący baraż, Szkot odszedł z klubu i podpisał trzyletni kontrakt z Blackburn Rovers. W barwach tego zespołu wychowanek Liverpoolu zadebiutował 14 sierpnia w zremisowanym 1:1 spotkaniu z West Bromwich Albion.
W 2007 roku na zasadzie wolnego transferu został zawodnikiem drugoligowego Stoke City, z którym związał się krótkoterminową umową, która obowiązywać miała do lata. Matteo rozegrał dziewięć spotkań i zdobył jedną bramkę, po czym zdecydował się kontynuować przygodę z tym angielskim zespołem również w sezonie 2007/2008. Ostatecznie w zespole Stoke grał do maja 2009 roku.

## Kariera reprezentacyjna
Matteo ma za sobą występy w reprezentacji Anglii do lat 21 oraz w kadrze B. Ostatecznie zdecydował się jednak na występy dla drużyny narodowej Szkocji, bowiem w tym kraju się urodził. W zespole "The Tartan Army" rozegrał sześć spotkań, zadebiutował w nim 16 listopada 2000 roku przegranym 0:2 towarzyskim meczu z Australią.